# Соборный переулок (Ростов-на-Дону)
Собо́рный переу́лок — одна из центральных улиц Ростова-на-Дону. Проходит от Береговой улицы до улицы Мечникова, имеет значительные перерывы территориями Кафедрального собора Рождества Пресвятой Богородицы, Центрального рынка (Старый базар) и ЦПКиО им. Горького (Городской сад).

## История
Соборный переулок — одна из первых улиц города, обозначена на плане города 1811 года. Некоторое время носила название Донского спуска, так как по ней был прямой выход с базара на реку Дон. Затем, после постройки собора Рождества Пресвятой Богородицы, переулок стал Соборным.
В ночь на 18 февраля 1911 года во время ограбления в собственной квартире в доме Куксы на углу Соборного переулка с Темерницкой улицей погибли ростовские обыватели — родители известного шахматиста Савелия Тартаковера.
В годы Гражданской войны (1918—1922) в доме 17 по Соборному переулку находилась редакция еженедельника «Донская волна».
25 октября 1920 года Соборный был переименован в переулок Подбельского (в честь первого наркома почт и телеграфа В. Н. Подбельского).
В школе № 15 (Малевича), располагавшейся в переулке в доме 26/71, с 1927 по 1936 год учился Александр Солженицын (мемориальная доска). Ныне здесь — Институт экономики и внешнеэкономических связей ЮФУ.
В 1990-е годы переулку возвращено название Соборный.
При подготовке к чемпионату мира по футболу 2018 года Соборный переулок стал пешеходным. Мостовая была вымощена тротуарной плиткой, высажены деревья и установлены лавочки. Почти все дома в переулке капитально или косметически отреставрированы. В доме № 22 была открыта художественная галерея «Ростов», успешно действующая и по сей день.
В Соборном переулке ближе к пересечению с Большой Садовой улицей в 2016 году установлен памятник сантехнику. В июне 2016 года он был повреждён вандалами.